# آسیب‌پذیری

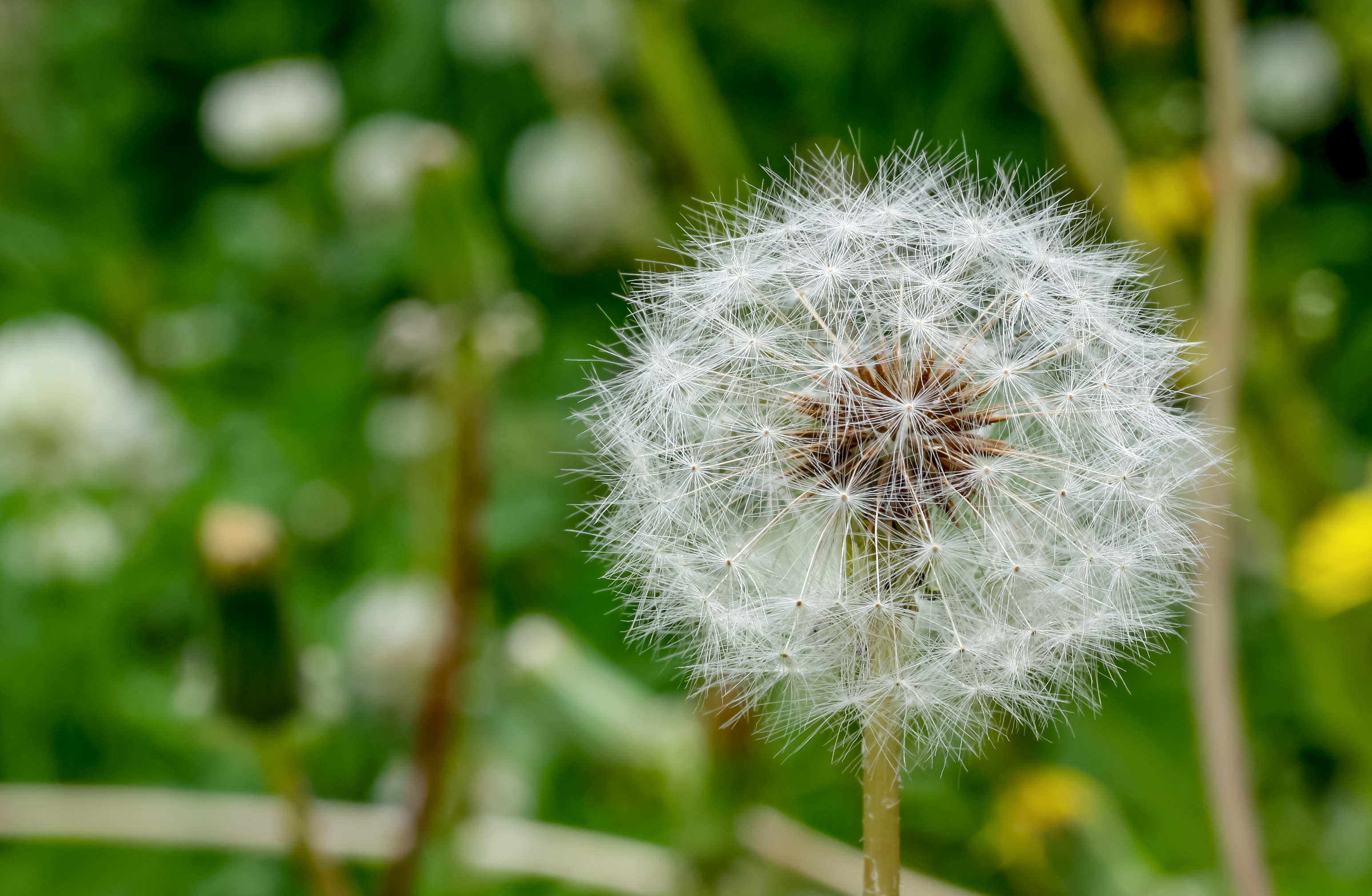
قاصدک بسیار آسیب‌پذیر است.

آسیب پذیری‌ یعنی بی‌دفاع بودن نسبت به حملات و خطرات آسیب‌رسان به جسم یا روح، افراد، جوامع، حیوانات، وسایل و دستگاه‌ها، آب‌و‌هوا و در کل همه‌چیز می‌تواند بنوعی آسیب‌پذیر باشد. بجز خطرات، افراد می‌توانند نسبت به تمایلات نیز آسیب‌پذیر باشند همچون آسیب‌پذیری جوانان نسبت به اعتیاد و الکل.

## توضیح
به مقدار و درصد زیانی که از تغییرات می‌تواند به یک موجود یا سیستم برسد نیز آسیب‌پذیری می‌گویند. در این موارد از آسیب‌پذیری بالا یا پایین صحبت می‌کنند.
اصطلاح «قشرها آسیب‌پذیر» معمولاً به آن گروه از جامعه اشاره دارد که بضاعت مالی کمی دارند و در برابر دگرگونی‌های اقتصادی امنیت ندارند.
نقاط آسیب‌پذیر یک سیستم نقاطی هستند که دارای نقطه ضعف می‌باشند.